# フォー・ユー (プリンスのアルバム)
『フォー・ユー』（For You）は、アメリカ合衆国のミュージシャン、プリンスが1978年に発表した初のスタジオ・アルバム。

## 背景
ワーナー・ブラザース・レコードは、無名だったプリンスを18万ドルの契約金（アルバム3枚分）で獲得した。しかし、ワーナー・ブラザース側はモーリス・ホワイトを含む外部プロデューサーの起用を打診したが、プリンス自身は当時の典型的なR&Bのスタイルを嫌い、セルフ・プロデュースにこだわった。そして、最終的にはプリンスの要求が認められたが、ワーナー・ブラザースのレニー・ワロンカーは、既にゴールド・レコードを出したことのある人物の起用を要求し、本作のデモ・レコーディングでレコーディング・エンジニアを務めたデヴィッド・Z（後にザ・レヴォリューションのドラマーとなるボビー・Zの兄でもある）の案により、トミー・ヴィカリがエグゼクティブ・プロデューサーを務める形となった。
レコーディングはサウサリートのレコード・プラント・スタジオで行われ、ロサンゼルスのサウンド・ラブスでリミックスされた。ボーカル、演奏のいずれもプリンス自身による多重録音で、タイトル曲はプリンスのボーカルを40パート以上重ねたア・カペラである。

## 反響
リリース当時はセールス的に大きな成功を収められず、アメリカのBillboard 200では、発売から7か月後に最高163位を記録するにとどまった。また、『ビルボード』のR&B/ヒップホップ・アルバム・チャートでは1978年10月14日に21位を記録した。一方、プリンスの没後の2016年5月には、Billboard 200においてオリジナル・リリース時を上回る138位に達した。
1978年6月7日には本作からの第1弾シングル「ソフト・アンド・ウェット」がリリースされ、同作はBillboard Hot 100で92位、『ビルボード』のR&B/ヒップホップ・シングル・チャートで12位に達した。続く「トゥゲザー」は、1979年1月20日付のR&B/ヒップホップ・シングル・チャートで91位を記録した。

## 評価
Stephen Thomas Erlewineはオールミュージックにおいて5点満点中2点を付け「口当たりは良いが煽情的な"Soft and Wet"のみ、かろうじて彼の個性を示しているが、それとて穴埋め曲と言うよりは将来性を感じさせる曲という程度である」「彼の驚異的な才能の予兆は、ほとんど示されていない」と評している。また、ロバート・クリストガウは本作にBマイナスを付け「彼のファルセットは、エミット・ローズは言うまでもなく、スティーヴィー・ワンダーをも凌いでいる」と評している。
2016年4月22日付の『ガーディアン』紙の企画「Prince: every album rated - and ranked」では、プリンスの全37作中14位となり「早熟な19歳による完成度の高いファンク/ソウルのデビュー作だが、ほどなくして出現する規格外の才能は、全く暗示されていない」と評されている。

## 収録曲
特記なき楽曲はプリンス作。
Side One
1. フォー・ユー - "For You" - 1:08
2. イン・ラヴ - "In Love" - 3:37
3. ソフト・アンド・ウェット - "Soft and Wet" (Lyrics by Prince & Chris Moon / Music by Prince) - 3:02
4. クレイジー・ユー - "Crazy You" - 2:17
5. トゥゲザー - "Just as Long as We're Together" - 6:24

The Other Side
1. ベイビー - "Baby" - 3:10
2. マイ・ラヴ・イズ・フォーエヴァー - "My Love Is Forever" - 4:11
3. ソー・ブルー - "So Blue" - 4:30
4. アイム・ユアーズ - "I'm Yours" - 5:02

## 制作時のトラックリスト[13]
1977年作成
1. For You (1:00)
2. In Love (3:30)
3. We’ll Make It Through The Storm (2:50) (未発表)
4. Crazy You (1:40) (未発表)
5. Just As Long As We’re Together (3:30)
6. Baby (3:08)
7. Soft ‘N’ Wet (2:58)
8. My Love Is Forever (4:05)
9. So Blue (4:25)
10. Amber Eyes (5:30) (未発表)

日付不明 著書「The Beautiful Ones」に掲載されたもの
1. For You
2. Bodyfreeze (未発表)
3. Never Really Fell Out Of Love With You (未発表)
4. You Are Everything To Me (未発表)
5. I Spend My Time Loving You (未発表)
6. Soft And Wet
7. Baby
8. Let Me Touch You (未発表)
9. Love In The Morning (未発表)
10. Send In The Clowns (未発表)

## 参加ミュージシャン
- プリンス - ボーカル(all songs)、エレクトリック・ギター(#1を除く全曲)、アコースティック・ギター(on #4, #5, #6, #8, #9)、モーグ・シンセサイザー(on #2, #3, #5, #6, #7)、アープ・シンセサイザー(on #2, #3, #5, #6, #7)、オーバーハイム・シンセサイザー(on #3, #6, #7)、クラビネット(on #3, #5, #9)、ローズ・ピアノ(on #5, #6, #7)、アコースティック・ピアノ(on #6)、ベース(on #2, #5, #6, #7, #8, #9)、シンセベース(on #3)、シンギング・ベース(on #3)、ファズ・ベース(on #5)、シンセドラム(on #2, #9)、ドラムス(on #3, #5, #6, #7, #9)、スラップスティック(on #3)、ウォーター・ドラム(on #4)、フィンガーシンバル(on #4)、ウィンドチャイム(on #4)、コンガ(on #4)、ボンゴ(on #5)、手拍子(on #5)、フィンガー・スナップ(on #5)、オーケストラ・ベル(on #6)、ウッドブロック(on #7)、ブラッシュ・トラップ(on #8)、トゥリー・ベル(on #8)